# Vienna (album)
Pour les articles homonymes, voir Vienna.
Albums de Ultravox
Systems of Romance
(1979) Rage in Eden
(1981)
Singles
1. Sleepwalk
Sortie : 16 juin 1980
2. Passing Strangers
Sortie : 3 octobre 1980
3. Vienna
Sortie : 2 janvier 1981
4. All Stood Still
Sortie : 20 mai 1981

Vienna est le quatrième album du groupe Ultravox, sorti en 1980. Toujours produit par Conny Plank, il marque néanmoins le début d'une nouvelle phase dans l'histoire du groupe, avec l'arrivée du chanteur et guitariste Midge Ure. C'est également le premier album d'Ultravox sur le label Chrysalis, et le premier à rencontrer un franc succès commercial : il se classe no 3 des ventes au Royaume-Uni. Les quatre singles qui en sont tirés se classent également dans les charts britanniques, la chanson-titre se hissant jusqu'à la deuxième place en janvier 1981.

## Liste des titres
Toutes les chansons sont créditées aux quatre membres du groupe : Midge Ure, Billy Currie, Chris Cross, Warren Cann.
| 1. | Astradyne (instrumental) | 7:07 |
| 2. | New Europeans            | 4:01 |
| 3. | Private Lives            | 4:06 |
| 4. | Passing Strangers        | 3:48 |
| 5. | Sleepwalk                | 3:10 |

| 6. | Mr. X           | 6:33 |
| 7. | Western Promise | 5:18 |
| 8. | Vienna          | 4:53 |
| 9. | All Stood Still | 4:21 |

## Musiciens
- Midge Ure : chant (sauf sur Mr. X), guitare, synthétiseur
- Billy Currie : piano, synthétiseur, violon, alto
- Chris Cross : basse, synthétiseur, chœurs
- Warren Cann : batterie, percussions électroniques, chœurs, chant sur Mr. X

## Classements hebdomadaires
| Classement (1980-1981)        | Meilleure place |
| ----------------------------- | --------------- |
| Allemagne (Media Control AG)  | 22              |
| Australie (Kent Music Report) | 4               |
| Canada (Billboard 200)        | 80              |
| États-Unis (Billboard 200)    | 164             |
| Norvège (VG-lista)            | 18              |
| Nouvelle-Zélande (RIANZ)      | 2               |
| Pays-Bas (Mega Album Top 100) | 2               |
| Royaume-Uni (UK Albums Chart) | 3               |
| Suède (Sverigetopplistan)     | 6               |

| Classement (2020)           | Meilleure place |
| --------------------------- | --------------- |
| Belgique (Flandre Ultratop) | 137             |

## Certifications
| Pays                    | Certifications |
| ----------------------- | -------------- |
| Nouvelle-Zélande (RMNZ) | Platine        |
| Royaume-Uni (BPI)       | Platine        |